# The Senator's Lady
The Senator's Lady è un cortometraggio muto del 1914. Il nome del regista non viene riportato nei credit del film che, ambientato a Washington, aveva come interpreti Bert Hadley, Edna Maison, Beatrice Van.

## Trama
La moglie di un senatore si reca a Washington su richiesta del marito per accompagnarlo durante un'occasione pubblica. Lì, incontra una socialite che, in realtà, è l'amante di suo marito. Lui, però, imbarazzato dall'incontro, non saluta la donna con la solita giovialità e lei, piccata, fa poi delle osservazioni che mettono in ridicolo la moglie per il suo aspetto provincialotto. Questa, sentendoli non vista, rimane ferita ma il tono sprezzante della sua rivale risveglia in lei anche il suo lato combattivo. I due coniugi se ne vanno. L'amante scrive allora un biglietto al senatore dove gli dichiara che il passato è passato e che lei potrà anche metterci una pietra sopra ma solo a patto che lui si rechi a casa sua quella sera stessa. L'uomo, dopo aver letto il messaggio, sta quasi per cedere ma, avviandosi verso l'uscita, vede la cuffia indossata per l'occasione dalla moglie. Sul momento, quel copricapo così semplice e goffo gli provoca un moto di disgusto, poi, però, ripensando alla moglie, rivede tutti gli anni passati insieme, durante i quali lei gli ha donato tutto il suo tempo e il suo amore, gli sforzi e la vita da schiava che ha dovuto subire per farlo diventare quello che è adesso, totalmente altruista nel suo sacrificio. Al risveglio dalle sue fantasticherie, vede a moglie che si sta avviando alla porta, vestita per il viaggio. Quando si mette in testa la cuffia, si gira verso di lui in un muto appello, il viso rigato di lacrime. Lui non può resistere e, abbracciandola, le dice che resterà sempre insieme a lei.

## Produzione
Il film fu prodotto dalla Powers Picture Plays.

## Distribuzione
Distribuito dalla Universal Film Manufacturing Company, il film - un cortometraggio in una bobina - uscì nelle sale statunitensi il 30 ottobre 1914.